# Болејс Квортерс (Мериленд)
Болејс Квортерс (енгл. Bowleys Quarters) насељено је место без административног статуса у америчкој савезној држави Мериленд.

## Демографија
По попису из 2010. године број становника је 6.755, што је 441 (7,0%) становника више него 2000. године.
| Група             | 2000.         | 2010.         |
| Белци             | 5.768 (91,4%) | 5.632 (83,4%) |
| Афроамериканци    | 387 (6,1%)    | 771 (11,4%)   |
| Азијати           | 41 (0,6%)     | 73 (1,1%)     |
| Хиспаноамериканци | 36 (0,6%)     | 175 (2,6%)    |
| Укупно            | 6.314         | 6.755         |